# Comparația clienților BitTorrent
Aceasta este o comparație generală a clienților BitTorrent, care sunt niște programe dezvoltate pentru transferul de fișiere prin sistemul peer-to-peer utilizând protocolul BitTorrent.
Protocolul BitTorrent coordonează transferul segmentat de fișiere între peer-ii conectați.
Bram Cohen, autorul protocolului BitTorrent, a realizat prmul client BitTorrent, pe care de asemenea l-a denumit BitTorrent, și l-a făcut public în iulie 2001.
În 2007, patru clienți BitTorrent au fost descoperiți a fi cai troieni care încercau să infecteze sistemele Windows cu malware. Aceștia sunt clienții — BitRoll, GetTorrent, Torrent101, și TorrentQ — și ei au fost excluși din tabelele comparative de mai jos.

## Aplicații

### General
| Nume                      | Dezvoltator                      | Licență software                                  | Ultima versiune stabilă de software | An        |
| ------------------------- | -------------------------------- | ------------------------------------------------- | --- | --------- |
| ABC                       | mai mulți                        | Python Software Foundation License                | 3.1 (octombrie 2, 2005) [±] | 2005      |
| Acquisition               | Acquisition                      | Proprietar                                        | 2.2 (v223) (noiembrie 19, 2010) [±] | 2010      |
| BitComet                  | BitComet Development Group       | Proprietar                                        | 1.37 (decembrie 31, 2013) [±] | 2013      |
| BitLet                    | mai mulți                        | Proprietar                                        | ? |           |
| BitLord                   | House of Life                    | GPL Instalează adware-ul WhenU                    | Windows: 2.3.2 (august 28, 2013) [±] Mac OSX: 2.2 (noiembrie 21, 2012) [±] | 2013 2012 |
| Bits on Wheels            | Bits on Wheels                   | Proprietar                                        | 1.0.6 (noiembrie 19, 2005) [±] | 2005      |
| BitSpirit                 | ByteLinker Inc.                  | Proprietar                                        | 3.6.0.550 (decembrie 29, 2010) [±] | 2010      |
| BitTornado                | John Hoffman                     | MIT                                               | 0.3.17 (octombrie 19, 2006) [±] | 2006      |
| BitTorrent                | Bram Cohen                       | Proprietar, Adware                                | Windows: 7.9.2 (Versiunea 32241) (iulie 2, 2014) [±] Mac OS X: 7.4.1 (Versiunea 30291) (noiembrie 1, 2013) [±]                                                                             | 2014      |
| BitTyrant                 | Universitatea din Washington     | GPL                                               | 1.1.1 (septembrie 7, 2007) [±] | 2007      |
| Blog Torrent              | Downhill Battle                  | GPL                                               | 0.92 (aprilie 20, 2005) [±] | 2005      |
| Deluge                    | mai mulți                        | GPL                                               | 1.3.7 (iulie 9, 2014) [±] | 2014      |
| FlashGet                  | Trend Media                      | Proprietar                                        | 3.7.0.1218 (noiembrie 8, 2012) [±] | 2012      |
| Folx                      | Eltima Software                  | Proprietar                                        | 3.0.870 (octombrie 9, 2013) [±] | 2013      |
| Free Download Manager     | alervd                           | GPL                                               | 3.9.4 (versiunea 1468) (aprilie 29, 2014) [±] | 2014      |
| FrostWire                 | The FrostWire Project            | GPL Instalează toolbarul Ask.com                  | 5.7.4 (iunie 27, 2014) [±] | 2014      |
| KGet                      | KDE                              | GPL                                               | 4.13.1 (mai 13, 2014) [±] | 2014      |
| KTorrent                  | Joris Guisson, Ivan Vasić        | GPL                                               | 4.3.1 (ianuarie 17, 2013) [±] | 2013      |
| Lftp                      | Alexander V. Lukya               | GPL                                               | 4.5.2 (iunie 11, 2014 ) [±] | 2014      |
| LimeWire                  | Lime Wire LLC                    | GPL                                               | 5.5.16 (septembrie 30, 2010) [±] | 2010      |
| Meerkat Bittorrent Client | 47 Software                      | Proprietar                                        | 1.5.8 (august 28, 2011) [±] | 2011      |
| Miro                      | Participatory Culture Foundation | GPL                                               | 6.0 (aprilie 16, 2013) [±] | 2013      |
| MLDonkey                  | MLDonkey Project                 | GPL                                               | 3.1.5 (martie 22, 2014) [±] | 2014      |
| µTorrent                  | Ludvig Strigeus                  | Proprietar, Adware                                | Microsoft Windows 3.4.2 (Versiunea 32549) (iulie 24, 2014) [±] OS X for Intel 1.8.4 (Versiunea 30291) (noiembrie 1, 2013) [±] OS X pentru PPC 1.6.5 (Versiunea 27624) (iulie 25, 2012) [±] | 2014      |
| OneSwarm                  | Universitatea din Washington     | GPL                                               | 0.7.5 (mai 23, 2011) [±] | 2011      |
| Opera 12                  | Opera Software                   | Proprietar                                        | Windows (Presto) - 12.17 Linux, FreeBSD, MacOS X - 12.16 |           |
| qBittorrent               | Christophe Dumez                 | GPL                                               | 3.1.9 (martie 1, 2014) [±] | 2014      |
| rTorrent                  | Jari Sundell                     | GPL                                               | rTorrent 0.9.4 / libTorrent 0.13.4 (mai 9, 2014) [±] | 2014      |
| Shareaza                  | Shareaza Development Team        | GPL                                               | 2.7.6.0 (iulie 18, 2014) [±] | 2014      |
| SymTorrent                | Imre Kelényi                     | GPL                                               | 1.50 (martie 11, 2011) [±] | 2011      |
| Tixati                    | Kevin Hearn                      | Proprietar                                        | 1.96 (mai 28, 2013 ) [±] | 2013      |
| Tomato Torrent            | Sarwat Khan                      | BitTorrent Open Source License                    | 1.5.1 (octombrie 27, 2007) [±] | 2007      |
| Tonido Torrent            | CodeLathe                        | Proprietar                                        | 3.62.0.21836 (decembrie 31, 2012) [±] | 2012      |
| TorrentFlux               | mai mulți                        | GPL                                               | 2.4 (iunie 18, 2008) [±] | 2008      |
| Transmission              | mai mulți                        | GPL/MIT                                           | 2.84 (iulie 1, 2014) [±] | 2014      |
| Tribler                   | The Tribler Team                 | LGPL                                              | 6.2.0 (august 1, 2013) [±] | 2013      |
| Vuze (fostul Azureus)     | Vuze                             | Proprietar (platforma), GPL (core engine), Adware | 5.3.0.0 (februarie 7, 2014) [±] | 2014      |
| Wyzo                      | Radical Software                 | Proprietar                                        | 3.6.4 (septembrie 24, 2010) [±] | 2010      |
| Xunlei                    | Thunder Networking Technologies  | Proprietar                                        | 7.9.13.4666 (Windows) 2.4.0 (Mac OS X) 1.3 (Android) (noiembrie 21, 2013 (Windows) februarie 27, 2014 (Mac OS X) august 23, 2012 (Android)) [±]                                            | 2013      |
| Nume                      | Dezvoltator                      | Licență software                                  | Ultima versiune stabilă de software | An        |

### Sistemul de operare
| Client BitTorrent              | Windows   | Mac OS X | Linux | BSD | iOS                                   | Android | Altul               |
| ------------------------------ | --------- | -------- | ----- | --- | ------------------------------------- | ------- | ------------------- |
| ABC                            | Da        | Nu       | Da    | Nu  | Nu                                    | Nu      | Nu                  |
| Acquisition                    | Nu        | Da       | Nu    | Nu  | Nu                                    | Nu      | Nu                  |
| BitComet                       | Da        | Nu       | Nu    | Nu  | Nu                                    | Nu      | Nu                  |
| BitLet                         | Web       | Web      | Web   | Nu  | Nu                                    | Nu      | Nu                  |
| BitLord                        | Da        | Da       | Nu    | Nu  | Nu                                    | Nu      | Nu                  |
| BitSpirit                      | Da        | Nu       | Nu    | Nu  | Nu                                    | Nu      | Nu                  |
| BitThief                       | Da        | Da       | Da    | Nu  | Nu                                    | Nu      | Nu                  |
| BitTornado                     | Da        | Da       | Da    | Da  | Nu                                    | Nu      | Nu                  |
| BitTorrent                     | Da        | Da       | Da    | Nu  | Nu                                    | Da      | Nu                  |
| Bits on Wheels                 | Nu        | Da       | Nu    | Nu  | Nu                                    | Nu      | Nu                  |
| BitTyrant                      | Da        | Da       | Da    | Da  | Nu                                    | Nu      | Nu                  |
| Blog Torrent                   | Da        | Da       | Nu    | Nu  | Nu                                    | Nu      | Nu                  |
| Deluge                         | Da        | Da       | Da    | Da  | Nu                                    | Nu      | Da Solaris          |
| FlashGet                       | Da        | Nu       | Nu    | Nu  | Nu                                    | Nu      | Nu                  |
| Folx                           | Nu        | Da       | Nu    | Nu  | Nu                                    | Nu      | Nu                  |
| Free Download Manager          | Da        | Nu       | Nu    | Nu  | Nu                                    | Nu      | Nu                  |
| Frostwire                      | Da        | Da       | Da    | Da  | Nu                                    | Da      | Nu                  |
| Gnome BitTorrent               | Nu        | Nu       | Da    | Nu  | Nu                                    | Nu      | Nu                  |
| KGet                           | Nu        | Da       | Da    | Da  | Nu                                    | Nu      | Nu                  |
| KTorrent                       | Nu        | Da       | Da    | Da  | Nu                                    | Nu      | Nu                  |
| LimeWire                       | Da        | Da       | Da    | Da  | Nu                                    | Nu      | Da                  |
| Meerkat Bittorrent Client      | Da        | Nu       | Nu    | Nu  | Nu                                    | Nu      | Nu                  |
| Miro                           | Da        | Da       | Da    | Da  | Nu                                    | Nu      | Nu                  |
| MLDonkey                       | Da        | Nu       | Da    | Da  | Nu                                    | Nu      | Da Solaris, MorphOS |
| µTorrent                       | Da        | Da       | Da    | Nu  | Nu                                    | Da      | Nu                  |
| OneSwarm                       | Da        | Da       | Da    | Nu  | Nu                                    | Nu      | Nu                  |
| Opera                          | Da        | Da       | Da    | Da  | Nu                                    | Da      | Da Solaris          |
| qBittorrent                    | Da        | Da       | Da    | Da  | Nu                                    | Nu      | Da eComStation      |
| rTorrent                       | Da Cygwin | Da       | Da    | Da  | Nu                                    | Nu      | Da Solaris          |
| Shareaza                       | Da        | Nu       | Nu    | Nu  | Nu                                    | Nu      | Nu                  |
| SmartTorrent BitTorrent Client | Nu        | Nu       | Nu    | Nu  | Nu                                    | Da      | Nu                  |
| SymTorrent                     | Nu        | Nu       | Nu    | Nu  | Nu                                    | Nu      | Da Symbian          |
| Tixati                         | Da        | Nu       | Da    | Nu  | Nu                                    | Nu      | Nu                  |
| Tomato Torrent                 | Nu        | Da       | Nu    | Nu  | Nu                                    | Nu      | Nu                  |
| Tonido                         | Da        | Da       | Da    | Da  | Nu                                    | Nu      | Nu                  |
| Torrent Swapper                | Da        | Da       | Da    | Da  | Nu                                    | Nu      | Nu                  |
| TorrentFlux                    | Da        | Da       | Da    | Da  | Nu                                    | Nu      | Nu                  |
| Transmission                   | Nu        | Da       | Da    | Da  | Nu                                    | Nu      | Da Solaris, OpenWrt |
| iTransmission                  | Nu        | Nu       | Nu    | Nu  | Da doar pentru dispozitive Jailbroken | Nu      | Nu                  |
| Tribler                        | Da        | Da       | Da    | Da  | Nu                                    | Nu      | Nu                  |
| tTorrent                       | Nu        | Nu       | Nu    | Nu  | Nu                                    | Da      | Nu                  |
| Vuze                           | Da        | Da       | Da    | Da  | Nu                                    | Nu      | Nu                  |
| Wyzo                           | Da        | Da       | Nu    | Nu  | Nu                                    | Nu      | Nu                  |
| ZipTorrent                     | Da        | Nu       | Nu    | Nu  | Nu                                    | Nu      | Nu                  |
| Name                           | Windows   | Mac OS X | Linux | BSD | iOS                                   | Android | Other               |

### Interfață și programare
| Client BitTorrent         | GUI          | Web     | CLI        | Altele                                        | Limbaj de programare | Bazat pe               | IPv6      | µTP |
| ------------------------- | ------------ | ------- | ---------- | --------------------------------------------- | -------------------- | ---------------------- | --------- | --- |
| ABC                       | Da           | Da      | Nu         | Nu                                            | Python               | BitTornado             | cu buguri | Nu  |
| Acquisition               | Da           | Nu      | Nu         | Nu                                            | Objective-C, Cocoa   | Limewire               | - ?       | Nu  |
| BitComet                  | Da           | Da      | Parțial    | Nu                                            | C++                  | -                      | Nu        | Nu  |
| BitLet                    | Nu           | Da      | Nu         | Nu                                            | Java Applet          | -                      | - ?       | Nu  |
| BitLord                   | Da           | Nu      | Nu         | Nu                                            | Python, C++          | libtorrent (Rasterbar) | Da        | Nu  |
| BitThief                  | Da           | Nu      | Nu         | Nu                                            | Java                 | - ?                    | - ?       | Nu  |
| BitTornado                | Da           | Nu      | Parțial    | Nu                                            | Python               | BitTorrent             | Da        | Nu  |
| BitTorrent 5, Mainline    | Da           | Nu      | Parțial    | Nu                                            | Python               | -                      | Nu        | Nu  |
| BitTorrent 6              | Da           | Da      | Parțial    | Nu                                            | C++                  | µTorrent               | Da        | Da  |
| Bits on Wheels            | Da           | Nu      | Nu         | Nu                                            | Objective-C, Cocoa   | -                      | Da        | Nu  |
| BitTyrant                 | Da           | Da      | Parțial    | Telnet                                        | Java, SWT            | Azureus                | Da        | Nu  |
| Blog Torrent              | Da           | Nu      | Nu         | Nu                                            | - ?                  | - ?                    | - ?       | Nu  |
| Deluge                    | Da           | Da      | Da         | Daemon                                        | Python, C++          | libtorrent (Rasterbar) | Da        | Nu  |
| FlashGet                  | Da           | Nu      | Nu         | Nu                                            | - ?                  | - ?                    | Nu        | Nu  |
| Free Download Manager     | Da           | Da      | Parțial    | Nu                                            | C++                  | libtorrent (Rasterbar) | - ?       | Nu  |
| Gnome BitTorrent          | Da           | Nu      | Nu         | Nu                                            | Python               | - ?                    | - ?       | Nu  |
| KGet                      | Da           | Da      | Parțial    | Nu                                            | C++                  | -                      | Da        | Nu  |
| KTorrent                  | Da           | Da      | Parțial    | Nu                                            | C++                  | -                      | Da        | Da  |
| LimeWire                  | Da           | Nu      | Nu         | Nu                                            | Java                 | libtorrent (Rasterbar) | Nu        | Nu  |
| Meerkat Bittorrent Client | Da           | Nu      | Nu         | Nu                                            | C++                  | -                      | Nu        | Nu  |
| Miro                      | Da           | Nu      | Nu         | Nu                                            | C++                  | libtorrent (Rasterbar) | - ?       | Nu  |
| MLDonkey                  | Network GUI  | Da      | Parțial    | Telnet                                        | OCaml                | -                      | Nu        | Nu  |
| µTorrent                  | Da           | Da      | Nu         | RESTful Web API                               | C++                  | -                      | Da        | Da  |
| OneSwarm                  | Parțial      | Da      | Nu-partial | Nu                                            | Java                 | Azureus                | Da        | Nu  |
| Opera                     | Da           | Nu      | Nu         | Nu                                            | C++                  | -                      | Da        | Nu  |
| qBittorrent               | Qt (toolkit) | Da      | Parțial    | Nu                                            | C++                  | libtorrent (Rasterbar) | Da        | Da  |
| rTorrent                  | Nu           |         | Da         | SCGI                                          | C++                  | libTorrent (Rakshasa)  | Nu        | Nu  |
| Shareaza                  | Da           | Da      | Parțial    | Nu                                            | C++                  | -                      | Nu        | Nu  |
| SymTorrent                | Da           | Nu      | Nu         | Nu                                            | - ?                  | - ?                    | - ?       | Nu  |
| Tixati                    | Da           | Da      | Nu         | Nu                                            | Da                   | -                      | Da        | Da  |
| Tomato Torrent            | Da           | Nu      | Nu         | Nu                                            | Cocoa                | BitTorrent             | Nu        | Nu  |
| Tonido Torrent            | Nu           | Da      | Nu         | Nu                                            | C++                  | libtorrent (Rasterbar) | Nu        | Nu  |
| Torrent Swapper           | Da           | Da      | Nu         | Nu                                            | Python               | BitTorrent             | cu buguri | Nu  |
| TorrentFlux               | Nu           | Da      | Nu         | Nu                                            | PHP                  | BitTornado             | Nu        | Nu  |
| Transmission              | Da           | Da      | Da         | Daemon, JSON-RPC over HTTP remote control API | C                    | -                      | Da        | Da  |
| Tribler                   | Da           | Parțial | Parțial    | Nu                                            | Python,C++           | libtorrent (Rasterbar) | Nu        | Da  |
| Vuze (fostul Azureus)     | Da           | Da      | Parțial    | Telnet                                        | Java, SWT            | -                      | Da        | Da  |
| ZipTorrent                | Da           | Nu      | Nu         | Nu                                            | C++                  | libtorrent (Rasterbar) | Nu        | Nu  |

### Vulnerabilități
Comparația vulnerabilităților cunoscute public în versiuni stabile ale clienților, este bazată pe rapoartele de vulnerabilități de la SecurityFocus Arhivat în 12 mai 2006, la Wayback Machine. și Secunia. 
| Client BitTorrent       | Vulnerabilități                            | Vulnerabilități                         | Vulnerabilități                             | Vulnerabilități                            | Vulnerabilități                           | Vulnerabilități                                                        |
| Client BitTorrent       | Secunia                                    | Secunia                                 | Secunia                                     | Secunia                                    | Secunia                                   | SecurityFocus                                                          |
| Client BitTorrent       | Extrem de critice (număr / cele mai vechi) | Foarte critice (număr / cele mai vechi) | Moderat de critice (număr / cele mai vechi) | Mai puțin critice (număr / cele mai vechi) | Nu sunt critiice (număr / cele mai vechi) | Total (număr / cele mai vechi)                                         |
| ----------------------- | ------------------------------------------ | --------------------------------------- | ------------------------------------------- | ------------------------------------------ | ----------------------------------------- | ---------------------------------------------------------------------- |
| BitComet                | 0                                          | 0                                       | 0                                           | 0                                          | 0                                         | 0 Arhivat în 14 octombrie 2013, la Wayback Machine.                    |
| BitLord                 | 0                                          | 0                                       | 0                                           | 0                                          | 0                                         | Unknown Arhivat în 12 mai 2006, la Wayback Machine.                    |
| BitTornado              | 0                                          | 0                                       | 0                                           | 0                                          | 0                                         | Unknown Arhivat în 12 mai 2006, la Wayback Machine.                    |
| BitTorrent              | 0                                          | 0                                       | 0                                           | 0                                          | 0                                         | 0                                                                      |
| BitTorrent DNA          | 0                                          | 0                                       | 0                                           | 0                                          | 0                                         | 0                                                                      |
| BitTyrant               | 0                                          | 0                                       | 0                                           | 0                                          | 0                                         | Unknown Arhivat în 12 mai 2006, la Wayback Machine.                    |
| Deluge                  | 0                                          | 0                                       | 0                                           | 0                                          | 0                                         | 0                                                                      |
| FlashGet                | 0                                          | 0                                       | 0                                           | 0                                          | 0                                         | 1 august 13, 2008                                                      |
| Free Download Manager   | 0                                          | 0                                       | 0                                           | 0                                          | 0                                         | 0 Arhivat în 14 octombrie 2013, la Wayback Machine.                    |
| FrostWire               | 0                                          | 0                                       | 0                                           | 0                                          | 0                                         | Unknown Arhivat în 12 mai 2006, la Wayback Machine.                    |
| KTorrent                | 0                                          | 0                                       | 0                                           | 0                                          | 0                                         | 0                                                                      |
| Libtorrent (Rasterbar)  | 0                                          | 0                                       | 0                                           | 0                                          | 0                                         | 0                                                                      |
| LimeWire                | 0                                          | 0                                       | 0                                           | 0                                          | 0                                         | 0                                                                      |
| Miro                    | 0                                          | 0                                       | 0                                           | 0                                          | 0                                         | 1 februarie 26, 2008                                                   |
| MLDonkey                | 0                                          | 0                                       | 0                                           | 0                                          | 1 noiembrie 5, 2003                       | 1 februarie 23, 2009                                                   |
| µTorrent pentru Mac     | 0                                          | 0                                       | 0                                           | 0                                          | 0                                         | 0 Arhivat în 14 octombrie 2013, la Wayback Machine.                    |
| µTorrent pentru Windows | 0                                          | 0                                       | 0                                           | 0                                          | 0                                         | 0 Arhivat în 14 octombrie 2013, la Wayback Machine.                    |
| Opera                   | 0                                          | 0                                       | 0                                           | 0                                          | 0                                         | 0                                                                      |
| Shareaza                | 0                                          | 0                                       | 0                                           | 0                                          | 0                                         | 0                                                                      |
| Tomato Torrent          | 0                                          | 0                                       | 0                                           | 0                                          | 0                                         | Unknown Arhivat în 12 mai 2006, la Wayback Machine.                    |
| TorrentFlux             | 0                                          | 0                                       | 1 aprilie 23, 2008                          | 0                                          | 0                                         | 2 aprilie 18, 2008                                                     |
| Transmission            | 0                                          | 0                                       | 0                                           | 0                                          | 0                                         | 0                                                                      |
| Vuze (formerly Azureus) | 0                                          | 0                                       | 0                                           | 0                                          | 0                                         | 1 iunie 22, 2006                                                       |
| Wyzo                    | 0                                          | 0                                       | 0                                           | 0                                          | 0                                         | Unknown Arhivat în 12 mai 2006, la Wayback Machine.                    |
| Xunlei                  | 0                                          | 2 septembrie 28, 2007                   | 0                                           | 0                                          | 0                                         | 1 Arhivat în 14 octombrie 2013, la Wayback Machine. noiembrie 17, 2007 |
| ZipTorrent              | 0                                          | 0                                       | 0                                           | 1 august 24, 2005                          | 0                                         | 1 august 23, 2005                                                      |
| Client BitTorrent       | Extrem de critice (număr / cele mai vechi) | Foarte critice (număr / cele mai vechi) | Moderat de critice (număr / cele mai vechi) | Mai puțin critice (număr / cele mai vechi) | Nu sunt critiice (număr / cele mai vechi) | Total (număr / cele mai vechi)                                         |
| Client BitTorrent       | Secunia                                    | Secunia                                 | Secunia                                     | Secunia                                    | Secunia                                   | SecurityFocus                                                          |
| Client BitTorrent       | Vulnerabilități necunoscute                |                                         |                                             |                                            |                                           |                                                                        |

## Librării
General
| Librărie BitTorrent            | Prima versiune lansată | Licență software |
| ------------------------------ | ---------------------- | ---------------- |
| BTSharp                        | 2004                   | Proprietar       |
| libtorrent (Rasterbar)         | septembrie 8, 2005     | Software liber   |
| MonoTorrent                    | septembrie 2006        | Software liber   |
| rTorrent (libTorrent Rakshasa) | iulie 15, 2004         | Software liber   |

Sistem de operare suportat și limbaj de programare
| Librărie BitTorrent            | Linux/Unix | Windows | OS X | API | Limbaj de programare |
| ------------------------------ | ---------- | ------- | ---- | --- | -------------------- |
| BTSharp                        | Nu         | Da      | Nu   | Da  | C#                   |
| libtorrent (Rasterbar)         | Da         | Da      | Da   | Da  | C++                  |
| MonoTorrent                    | Da         | Da      | Da   | Da  | C#                   |
| rTorrent (libTorrent Rakshasa) | Da         | Nu      | Da   | Da  | C++                  |

## Legături externe
- BitTorrent pe Curlie